# Danza de la abeja

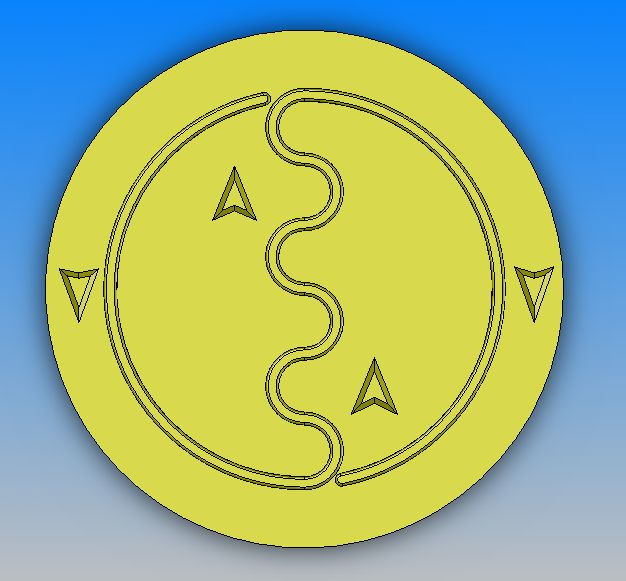
Danza de la abeja. Las flechas indican el sentido del recorrido del baile; la línea ondulada indica que mueve el abdomen de un lado a otro.

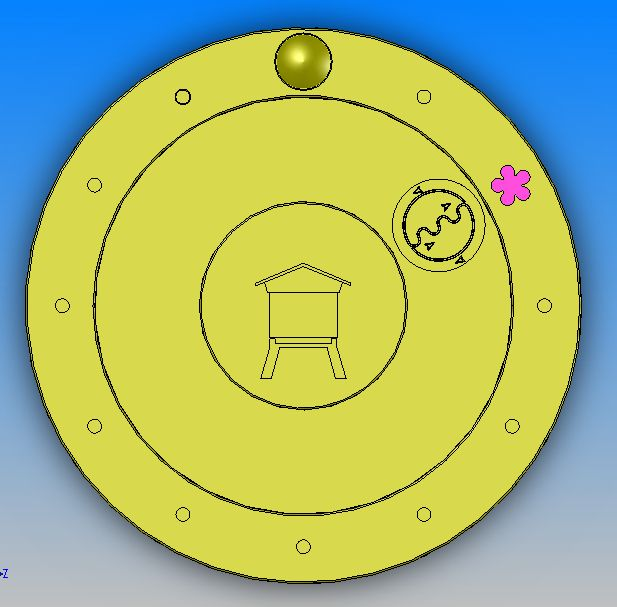
El botón superior indica el Sol; la colmena central, la ubicación de la colonia; la flor, la fuente de alimento, y entre la colmena y la fuente de alimento, la dirección del baile.

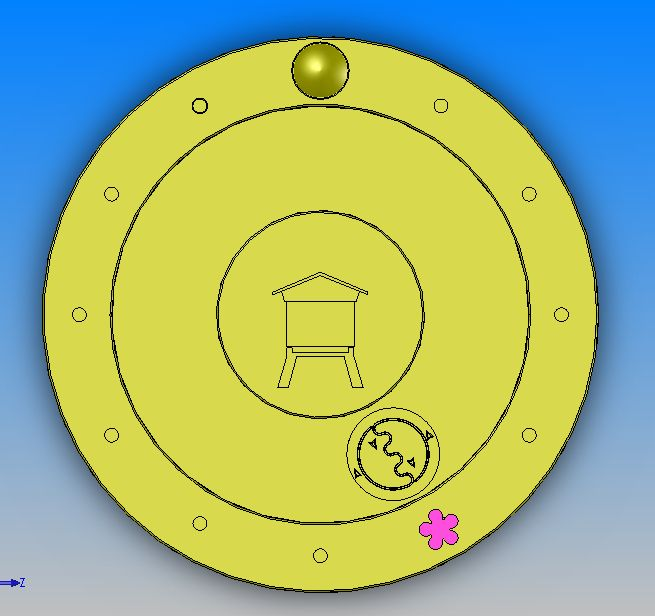
Se cambia la dirección de la fuente de alimento, para observar el cambio en la dirección de la danza.

Ángulo alfa del Sol con la flor, velocidad de vuelo.

La danza es el sistema de comunicación animal que tienen las abejas obreras para transmitir a sus compañeros de colmena la dirección y distancia de la fuente de polen (flores), regresan a su colmena y proceden a informar al resto de las abejas de la colonia. Para transmitir dicha información las abejas recurren a una serie de desplazamientos y movimientos, que sus compañeras observan e interpretan.
La figura primera describe el recorrido que hace una abeja obrera sobre un panal, y representan en este baile una figura en ocho horizontal, la línea ondulada (central) indica el movimiento que hace con el abdomen, moviéndolo a la derecha y a la izquierda. Este movimiento suele describirse en la literatura con el nombre de meneo. Las flechas indican el sentido de los movimientos. 
En la figura segunda se presenta, en el centro, la colmena, y al Sol en la parte superior (botón mayor), la flor que representa la fuente de alimento, y entre la colmena y la fuente de alimento se realiza la danza de la abeja (figura primera). Mediante la flecha ondulada central, la abeja obrera comunica a sus hermanas el ángulo con respecto al Sol en que se ubica la fuente de alimento, y mediante la cantidad de movimientos del abdomen indica la distancia de esa fuente.
En la figura tercera se posiciona la fuente de alimento de manera diferente para que se pueda observar el cambio de dirección de la flecha ondulada (central). Lo que la abeja cambia es el ángulo de dirección con respecto al Sol.
Una obrera que encuentra una fuente importante de alimento llega a la colmena, se sitúa sobre un panal y comienza la danza, en ese momento las abejas hermanas observan y repiten copiando el baile, de esta manera toda la colonia de abejas obreras pecoreadoras o abejas obreras recolectoras toman conocimiento que en determinada dirección y distancia hay alimento.
Esta danza que explicamos de manera sencilla se lleva a cabo en la oscuridad de la colmena, sobre panales que penden o cuelgan verticalmente.
Un excelente programa que conjuga meses del año, hora del día, dirección y distancia del recurso alimenticio, puede observarse en el sitio web de la Universidad de Carolina del Norte, Estados Unidos. Variando la distancia de la fuente alimenticia, es posible observar que el meneo aumenta cuanto mayor es la distancia, por lo cual la abeja tarda más en recorrer la línea ondulada, mientras que, al disminuir la distancia de la fuente alimenticia, recorre más rápido la línea central.

## Descubrimiento
Fue Karl R. von Frisch quien estudió y descubrió el mecanismo, motivo por el cual fue galardonado con el Premio Nobel de Fisiología o Medicina en 1973. Aristóteles describe esta conducta en Historia Animalium en el 330 a. C.

## Aplicaciones en investigación operativa
En consonancia con recientes trabajos de investigación sobre inteligencia de los enjambres que comprenden una serie de algoritmos de optimización inspirados en el comportamiento de insectos y animales sociales tales como peces, aves, y hormigas, recientemente se han realizado desarrollos basados en comportamientos tipo danzas de las abejas para desarrollar encaminamientos eficientes resistentes a fallos. Del resumen de "Wedde, Farooq, y Zhang" (2004):

"En este trabajo se presenta un algoritmo novedoso de encaminamiento, BeeHive, que está inspirado en los métodos de comunicación y evaluación de las abejas melíferas. En este algoritmo, agentes abejas viajan a través de regiones de la red llamadas zonas de forraje. A su paso la información que recogen sobre el estado de la red es recolectada para actualizar las tablas de ruteo locales. BeeHive es resistente a fallas, escalable, y se basa en información local, o regional. Se ha demostrado mediante simulaciones que BeeHive alcanza una performance igual o superior que otros algoritmos de uso corriente."

Otra técnica computacional estigmérgica inspirada en las abejas llamada optimización de colonia de abejas es empleada en la optimización de servidores de Internet.